# Olympische Winterspiele 2006/Teilnehmer (Iran)
| Gelbes Symbol für Goldmedaillen mit stilisierten Olympischen Ringen | Graues Symbol für Silbermedaillen mit stilisierten Olympischen Ringen | Braundes Symbol für Bronzemedaillen mit stilisierten Olympischen Ringen |
| ------------------------------------------------------------------- | --------------------------------------------------------------------- | ----------------------------------------------------------------------- |
| —                                                                   | —                                                                     | —                                                                       |

Der Iran nahm an den Olympischen Winterspielen 2006 im italienischen Turin mit einer Delegation von zwei Athleten teil.

## Teilnehmer nach Sportarten

### Ski Alpin
- Alidad Saveh Shemshaki
Riesenslalom, Männer: 36. Platz – 3:03,88 min
Slalom, Männer: 41. Platz – 2:09,56 min

### Ski Nordisch
- Seyed Mojtaba Mirhashemi
15 km klassisch, Männer: 90. Platz – 52:27,0 min